# Dubernardia djreuma
Dubernardia djreuma är en fjärilsart som beskrevs av Charles Oberthür 1893. Dubernardia djreuma ingår i släktet Dubernardia och familjen bastardsvärmare. Inga underarter finns listade i Catalogue of Life.